# 야나가와번 (지쿠고국)

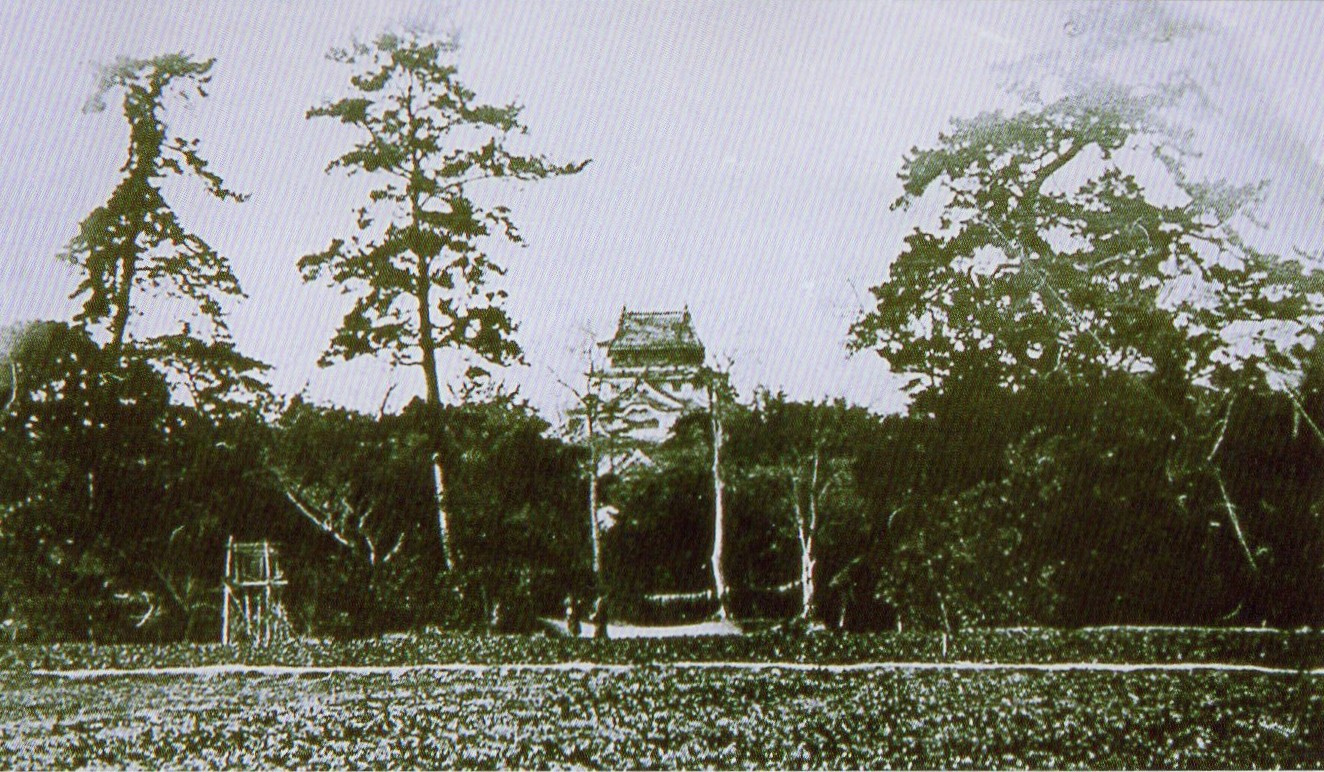
야나가와성 (메이지 3년 촬영)

야나가와번(일본어: 柳河藩/柳川藩 やながわはん[*])은 치쿠고국에 존재했던 번이다. 번청은 야나가와성 (현 후쿠오카현 야나가와시)이다. 처음에는 치쿠고 일국을 지배하는 대번이었지만, 후에 쿠루메번의 성립으로 치쿠고 남부만을 영유하는 중번이 되었다.

## 번저택 및 에도에 있는 보다이지
에도무감에서는 에도 번저택은 카미야시키가 시모타니오카치마치에 있고, 나카야시키와 시모야시키는 아사쿠사토리고에에 있었다. 오사카 죠안쵸에 오사카 번저택이 있었다. 또한, 에도무감에는 게제되지 않았지만, 나가사키 쿠라야시키도 소유하고 있었다.
타치바나가 및 그 가문이 에도에서 사망했을 때 사용한 보다이지는 시모타니의 임제종 다이토쿠지파 사원의 엔만산 코토쿠지였다.

## 막부 말기의 영지
- 치쿠고국
  - 야마토군 115개 마을
  - 미즈마군 27개 마을
  - 미이케군 55개 마을
  - 시모츠마군 10개 마을
  - 카미츠마군 18개 마을

## 관련목록
- 타치바나 긴치요
- 료세이지
- 오오이시신카게류
- 요신류 나기나타술

## 같이 보기
- 폐번치현